# Havnebyens fristelser
Havnebyens fristelser (originaltitel: Hamnstad) er en svensk dramafilm fra 1948 instrueret af Ingmar Bergman. Filmen er baseret på romanen Guldet och murarna af Olle Länsberg og har blandt andre Nine Christine Jönsson, Bengt Eklund og Mimi Nelson i hovedrollerne.

## Medvirkende
- Nine Christine Jönsson som Berit Holm
- Berta Hall som Berits mor
- Bengt Eklund som Gösta Andersson
- Mimi Nelson som Gertrud Ljungberg
- Birgitta Valberg som Agneta Vilander
- Sif Ruud som fru Krona
- Nils Hallberg som Gustav
- Sven-Eric Gamble som Eken
- Yngve Nordwall som Tuppen